# Jan Everaerts

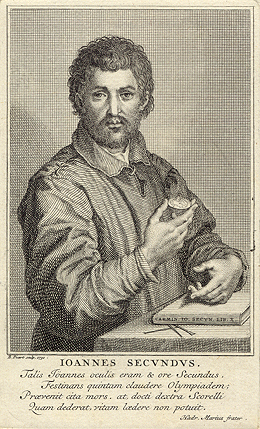
Jan Everaerts

Jan Everaerts (znany także jako Jan Secundus, Janus Secundus, Johannes Secundus oraz Jan Drugi) (15 listopada 1511 – 25 września 1536) – łaciński poeta renesansowy, pochodzący z Niderlandów.

## Wczesne życie i edukacja
Jan Everaerts urodził się w Hadze. jego ojciec Nicolaas Everaerts był znanym prawnikiem i przyjacielem Erazma z Rotterdamu.
W 1528 jego rodzina przeniosła się do Mechelen, gdzie Secundus napisał swoją pierwszą książkę, zawierającą elegie. W 1532 udał się ze swoim bratem Mariusem do Bourges, by studiować prawo pod kierunkiem słynnego prawnika Andrea Alciato.

## Kariera
W 1533 udał się do swojego drugiego brata Grudiusa pracującego w hiszpańskim sądzie Karola V. Spędził tam dwa lata pracując jako sekretarz arcybiskupa Toledo. Wrócił do Mechelen z powodu choroby, i zmarł w Saint-Amand-les-Eaux we wrześniu 1536 w wieku 24 lat.

## Dzieła
Secundus był płodnym pisarzem i w swoim krótkim życiu stworzył kilka tomów z elegiami, epigramatami, odami i epitalamiami, a także trochę dzieł prozatorskich (powieści epistolarne oraz itineraria).
Jego najsłynniejszym dziełem była 'Liber Basiorum' (Księga Pocałunków, pierwsze kompletne wydanie w 1541), krótki zbiór dziewiętnastu wierszy, których wspólnym tematem jest pocałunek. 'Liber Basiorum' (w skrócie 'Basia' – pocałunki) nawiązywały do twórczości Katullusa (w szczególności do wierszy 5 i 7) i niektórych wierszy z Antologii Palatyńskiej. Secundus osadzał swoją poezję, zarówno pod względem stylistycznym, jak i tematycznym, w neokatullańskiej tradycji. Motyw pocałunku został przez poetę wykorzystany do przedstawienia następujących tematów: obraz naturalnej płodności; 'arytmetyka' całowania; pocałunki jako pożywienie lub lekarstwo; pocałunki, które ranią lub uśmiercają; wymiana dusz poprzez pocałunek. Secundus wprowadził także do swoich wierszy elementy neoplatonizmu i petrarkizmu.